# Stanko Lorger
Stanko Lorger (ur. 14 lutego 1931 w Bučach, zm. 25 kwietnia 2014 w Lublanie) – słoweński lekkoatleta, płotkarz i sprinter startujący w barwach Jugosławii, medalista mistrzostw Europy z 1958, trzykrotny olimpijczyk.
Specjalizował się w biegu na 110 metrów przez płotki, choć z powodzeniem startował również w biegu na 100 metrów.
Odpadł w półfinale biegu na 110 metrów przez płotki podczas igrzysk olimpijskich w 1952 w Helsinkach. Na mistrzostwach Europy w 1954 w Bernie zajął w tej konkurencji 4. miejsce. Zajął 5. miejsce w finale biegu na 110 metrów przez płotki na igrzyskach olimpijskich w 1956 w Melbourne. Zwyciężył na tym dystansie na Akademickich Mistrzostwach Świata w 1957 w Paryżu.
Zdobył srebrny medal w biegu na 110 metrów przez płotki na mistrzostwach Europy w 1958 w Sztokholmie, przegrywając tylko z Martinem Lauerem. Był to pierwszy medal słoweńskiego lekkoatlety zdobyty na imprezie tej rangi. Zwyciężył w tej konkurencji na pierwszej uniwersjadzie w 1959 w Turynie.
Na igrzyskach olimpijskich w 1960 w Rzymie odpadł w półfinale biegu na 110 metrów przez płotki, podobnie jak na mistrzostwach Europy w 1962 w Belgradzie.
Zwyciężał w mistrzostwach krajów bałkańskich w biegu na 100 metrów w 1959 oraz w biegu na 110 metrów przez płotki w latach 1953–1961.
Był mistrzem Jugosławii w biegu na 100 metrów w latach 1952, 1956 i 1958–1961 oraz w biegu na 110 metrów przez płotki w latach 1952 i 1954–1961, a także halowym mistrzem w biegu na 60 metrów i w biegu na 60 metrów przez płotki w latach 1955–1958.
Wielokrotnie poprawiał rekord Jugosławii w biegu na 110 metrów przez płotki, doprowadzając go do wyniku 13,8 (5 września 1951 w Celje), a także w biegu na 100 metrów z czasem 10,4 (4 maja 1958 w Celje).
W 1958 i 1959 był wybierany najlepszym sportowcem Jugosławii.
Stanko Lorger ukończył w 1964 studia z matematyki i fizyki na Uniwersytecie Lublańskim. W 1997 otrzymał honorowe obywatelstwo miasta Celje.
Zmarł 25 kwietnia 2014. Został pochowany 29 kwietnia tego roku w Celje.